# Trosteanka, Borzna
Trosteanka (în ucraineană Тростянка) este o comună în raionul Borzna, regiunea Cernihiv, Ucraina, formată numai din satul de reședință.

## Demografie
Componența lingvistică a comunei Trosteanka
     Ucraineană (98,07%)
     Rusă (1,93%)
Conform recensământului din 2001, majoritatea populației comunei Trosteanka era vorbitoare de ucraineană (98,07%), existând în minoritate și vorbitori de rusă (1,93%).